# Przednia Polana

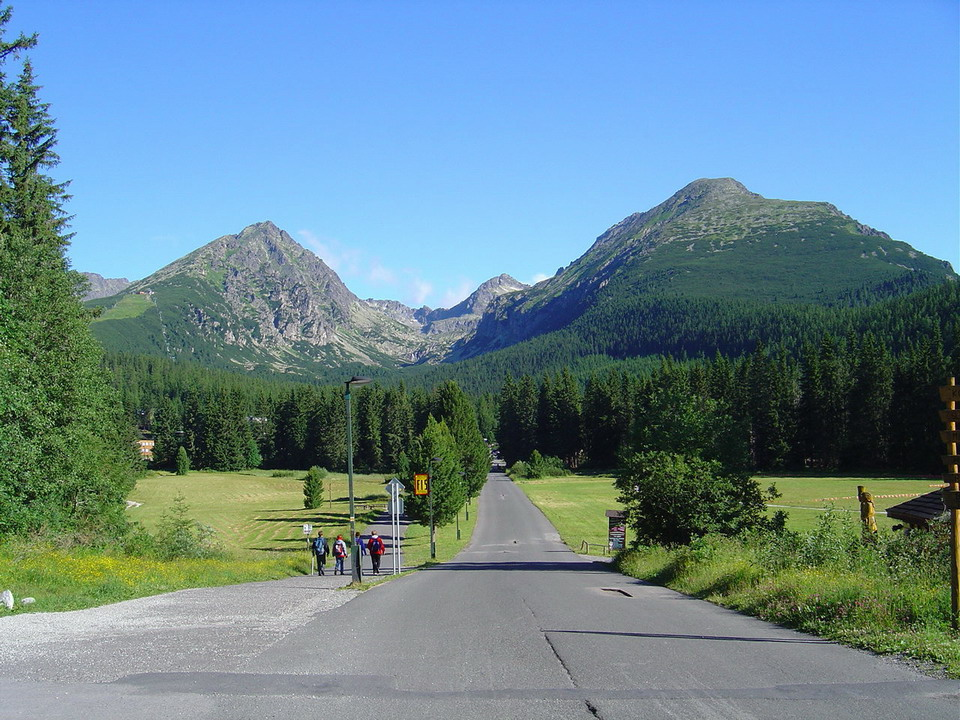
Przednia Polana na pierwszym planie

Przednia Polana (słow. Predná poľana) – najbardziej na południe wysunięta część Doliny Młynickiej, znajdująca się na jej dnie. Dawniej była to polana pasterska, obecnie jest w większości zabudowana. Znajduje się tutaj wielki turystyczno-narciarski ośrodek miejscowości Szczyrbskie Jezioro. Przez Przednią Polanę prowadzi popularny szlak turystyczny.
Przednia Polana była jedną z trzech Młynickich Polan. Tylko ona była polaną w rozumieniu ludności zamieszkującej okolice Tatr i wypasającej w nich owce i bydło. Polanami nazywano tylko te otoczone lasem lub kosodrzewiną trawiaste obszary, które koszono, te które nie były koszone, a tylko wypasane, nazywano halami. Dwie pozostałe Młynickie Polany (Pośrednia Polana i Zadnia Polana) były polanami tylko z nazwy.

## Szlaki turystyczne
– żółty szlak ze Szczyrbskiego Jeziora dnem Doliny Młynickiej obok wodospadu Skok i przez Bystrą Ławkę do Doliny Furkotnej. Przejście szlakiem przez przełęcz jest dozwolone w obie strony, jednak zalecany jest kierunek z Doliny Młynickiej do Furkotnej w celu uniknięcia zatorów na łańcuchach.
- Czas przejścia ze Szczyrbskiego Jeziora do Capiego Stawu: 2:30 h, ↓ 2 h
- Czas przejścia od Capiego Stawu na Bystrą Ławkę: 0:40 h, ↓ 0:30 h.